# Чаян
«Чая́н» (рус. «Скорпион») — татарстанский русский литературно-художественный еженедельный журнал сатиры и юмора, основанный в 1923 году. Выходит на русском и татарском языках. Издаётся на татарском языке с января 1923 года, на русском — с 1956 года.

## История
Датой рождения журнала считается январь 1923 года. Первые номера выглядели скромно: они были чёрно-белыми и в них преобладали тексты. Однако со временем он собрал много карикатуристов Татарской Автономной Республики для иллюстраций своих страниц. Некоторые из них: Гусман Арсланов, Н. Христенко, Г. Поляков, Д. Красильников, Г. Юсупов, М. Амиров.
В июне 1941 года вышел единственный номер «Чаяна» военного времени. После этого издание журнала было прервано на долгие десять лет. Второе рождение произошло в декабре 1951 года. В это время в коллективе художников «Чаяна» появляются новые имена. Помимо Павла Новичкова и Иосифа Бобровицкого плодотворно начинают сотрудничать с журналом как уже сложившиеся мастера — Джагфар Булат, Эрнст Гельмс, так и многочисленная группа карикатуристов среднего и младшего поколений, ещё ничем не проявившая себя на ниве сатиры и юмора.
Героями карикатур в начальные годы были в основном «бывшие люди» — зажиточные и состоятельные граждане, священнослужители и успешные крестьяне. В 1950-е годы карикатуристы очень часто обращались к сельскохозяйственной теме — проблемам в колхозах, сложностям в взаимоотношениях города и деревни. Большое значение придавалось и международным отношениям и внешнеполитической тематике. Художники-пропагандисты выставляли в дурном свете в своих рисунках капиталистов, империалистов, сионистов, поджигателей войны и колониалистов. Хрущёвская «оттепель» позволила «Чаяну» касаться более широкого круга тем; журнал получил второе дыхание.
Сегодня «Чаян» — одно из сохранившихся юмористических изданий советского периода в современной России. По мнению редакции журнала, сегодня «Чаян» идёт в ногу со временем, осваивая новые юмористические подходы и темы.